# Viento del este
Viento del este es el quinto álbum de estudio del cantante español Loquillo, publicado por la compañía discográfica Warner Bros. Records en abril de 2016. El álbum fue grabado en Madrid con Mario Cobo y Josu García como productores.
Una semana después de salir a la venta, Viento del este se convirtió en el disco más vendido en España. Es la segunda ocasión consecutiva que Loquillo logró un número uno en ventas.
"Viento del este y niebla gris / anuncia que viene lo que ha de venir", Dick Van Dyke (Bert) en 'Mary Poppins'
El Loco anuncia siempre la llegada del viento del este con una sonrisa irónica, que cabe interpretar como la antesala de lo inesperado. Es un gesto de obligada y enigmática sorpresa en consonancia con un viento regenerador. Después de ‘La nave de los locos’ (2012), Loquillo perfiló una nueva vuelta de tuerca. Y la anunció con esa misma sonrisa. Así nació ‘Código rocker’ (2015). Y desde ese preciso instante, el vórtice comenzó de nuevo a girar arrastrando hacia su núcleo una fotografía tomada hace un lustro por Thomas Canet en el barrio natal del Loco. El Clot. Allí aparece él, en un sembrado de urbanidad que ya no existe, en un país inexistente, con las nubes oscuras al fondo y la mirada puesta desde el Este en el Oeste de una ciudad que un día fue elegante incluso en el merodeo de sus gatos por los callejones. Allí estaba José María Sanz, Loquillo, mirando al futuro.
‘Viento del este’ (2016) es la historia de esa fotografía y de su iconicidad. Cuando Loquillo la vio por primera vez, allá por 2009 o 2010, supo que había un relato. Una historia urbana, de raíz, de sentimientos y confesiones, pero también de alto voltaje musical con un desenlace sorpresa. Después de revalidarse como baluarte del rockabilly (‘Código rocker’ ha sido número uno en las listas), Loquillo estrena ahora un disco de rock español que aglutina todas las influencias. Pensado en formato vinilo, con dos 'caras' diferenciadas conceptualmente, se trata de una apasionante incursión en una docena de grandes canciones que mantienen el tipo desafiantes y refulgen como disparos de una pistola de fuego. Al principio eran 32. Ha habido muchas horas de trabajo detrás de este álbum, que no solo es posible vincular al imaginario del rock and roll (eso, a estas alturas, hubiera sido lo fácil, diría el Loco). Existen otras conexiones con un estado creativo-emocional sometido a altas presiones y un mapa de estilos que llevaba largo tiempo encerrado en su brújula particular. El volcán debía reventar.
Ahora que la aguja apunta al este, Loquillo explora ese mapa sonoro, se transforma en el artista definitivo y ofrece una obra cumbre, sobresaliente, varios pasos por delante en la evolución del rock español. En raras ocasiones, un disco es un reloj de precisión resistente a todo tipo de golpes. Y a veces, un disco, de tan maduro, resulta un puñetazo sobre la mesa. ‘Viento del Este’ es ese disco. Impone valentía en la vocación fronteriza de ‘Salud y Rock and Roll’ o ‘Viento del este’, revela la canallesca propia de Loquillo en ‘Rusty’ y rinde homenajes con ‘Viaje al norte’, de Los Negativos, en la que participa el propio Roberto Grima, y un clásico del rock europeo: ‘Me olvidé de vivir’, la canción de Pierre Billon y Jacques Revaux.
«Loquillo es una definición de estilo, un sello de como hacer las cosas», dice el artista ahora, a sus 55 años. Se le ve satisfecho. En los 80 fue 'El ritmo del garage', en los 90 'La vida por delante' y en la década pasada, 'Balmoral'. ‘Viento del Este’ es ahora otra muesca perfecta en el revólver. Un disco genial por cada década. El artista ofrece grandes dosis de rock majestuoso marca de la casa destinado a convertirse en himnos épicos (‘En el final de los días’, ‘El mundo que conocimos’, ‘Los dioses engañan’), además de r’n’r’ clásico, rock europeo, rockabilly y toques soul (‘A tono bravo’, ‘Limousinas y estrellas’ –donde Loquillo acolcha su voz en texturas insólitas–, ‘Las ventajas de perderte’...), todo ello amplificado con guitarras contundentes, un piano muy presente a cargo de Jorge Rebenaque y César Pop (’En el final de los días’), acordeones, violín, pedal steel, metales y una orquesta. Sí, una orquesta, la Orquesta Sinfónica de Bratislava, cuyas partes son las únicas que han sido grabadas fuera de los estudios Drax@Audiomatic de Madrid. Willy de Ville (allí desde el cielo de Nueva Orleans), John Hiatt y Dave Alvin pueden quedarse tranquilos.
‘Viento del este’ es también la historia de un rompecabezas entre ‘La nave de los locos’ y ‘Código rocker’, Loquillo puso a punto la banda más perfecta del rock español: Igor Paskual (guitarras), Josu García (guitarras eléctricas y acústicas), Mario Cobo (guitarras eléctricas, acústicas, guitarra barítono y pedal steel), Alfonso Alcalá (bajo y contrabajo) y Laurent Castagnet (batería). “Ha sido como trabajar el Proyecto Mercurio antes que el Apolo», afirma el Loco. "La banda no tiene nombre porque todos sus miembros poseen un bagaje y una trayectoria individual que hablan por sí solos. Ponerle un nombre a una banda es más propio de adolescentes".
Dentro de ese rompecabezas, juega un papel predominante el repertorio, en el que ha participado el mayor abanico de compositores presente en un álbum de rock nacional. Producido por Josu García y Mario Cobo, ambos firman algunas de las canciones de ‘Viento del Este’ junto a Igor Paskual, el escritor Carlos Zanón, Leiva y los compositores tradicionales del Loco, Gabriel Sopeña, Carlos Segarra y Sabino Méndez. El equipo ha funcionado a la perfección. «En el r’n’r’ hay que ser generosos. Es un trabajo en equipo. Y en ‘Viento del Este’ hemos trabajado como un equipo, respetando a la vez las ideas individuales de cada uno. Después de 38 años, es la primera vez que me he sentido cómodo y a gusto grabando. Ha sido la mejor experiencia emocional que he tenido en un estudio. Muy pasional. Un acto de fe», sentencia el artista.

## Lista de canciones
| N.º | Título                                                                                  | Escritor(es)                                                    | Duración |  |
| 1.  | «Salud y Rock and Roll»                                                                 | Loquillo, Juan Mari Montes, Gabriel Sopeña                      | 4:22     |  |
| 2.  | «En el final de los días (Con Leiva a los coros)»                                       | Loquillo, Leiva                                                 | 4:06     |  |
| 3.  | «A tono bravo»                                                                          | Loquillo, Susana Koska, Igor Paskual, Carlos Segarra            | 3:27     |  |
| 4.  | «Limousinas y estrellas»                                                                | Sabino Méndez                                                   | 4:42     |  |
| 5.  | «Rusty»                                                                                 | Carlos Zanón, Mario Cobo                                        | 4:49     |  |
| 6.  | «El mundo que conocimos (Con la Orquesta Filarmónica Eslovaca)»                         | Loquillo, Igor Paskual                                          | 4:27     |  |
| 7.  | «Viaje al norte (Versión de Los Negativos con Roberto Grima a la guitarra)»             | Alfredo Calonge, Carles Estrada`, Valenti Morato, Roberto Grima | 4:04     |  |
| 8.  | «Las ventajas de perderte»                                                              | Juan Mari Montes, Gabriel Sopeña                                | 3:42,    |  |
| 9.  | «Los dioses engañan»                                                                    | Loquillo, Gabriel Sopeña                                        | 3:48     |  |
| 10. | «Viento del este (Con Iñaki López, Jon Sistiaga, Cayo Sanz y Susana Koska a los coros)» | Loquillo, Igor Paskual                                          | 3:38     |  |
| 11. | «Me olvidé de vivir (Versión de Johnny Hallyday)»                                       | Pierre Billon, Jacques Revaux                                   | 5:09     |  |
| 12. | «Acto de fe»                                                                            | Loquillo, Gabriel Sopeña                                        | 5:08     |  |

## Personal
Formación actual de la banda de Loquillo
- Loquillo – vocales
- Igor Paskual – guitarra
- Josu García – guitarra eléctrica, guitarra acústica
- Mario Cobo – guitarra eléctrica, guitarra acústica, guitarra barítono, pedal steel
- Alfonso Alcalá – bajo, contrabajo
- Laurent Castagnet – batería

Músicos adicionales
- Jorge Rebenaque – piano, acordeón
- César Pop – piano
- Roberto Grima - guitarra

## Posición en listas
| País   | Semanas | Semanas | Semanas | Semanas | Semanas | Semanas | Semanas | Semanas | Semanas | Semanas | Semanas | Semanas | Semanas | Semanas | Semanas | Semanas | Semanas | Ventas | Certificación |
| País   | 1       | 2       | 3       | 4       | 5       | 6       | 7       | 8       | 9       | 10      | 11      | 12      | 13      | 14      | 15      | 16      | 17      | Ventas | Certificación |
| ------ | ------- | ------- | ------- | ------- | ------- | ------- | ------- | ------- | ------- | ------- | ------- | ------- | ------- | ------- | ------- | ------- | ------- | ------ | ------------- |
| España | 1       | 8       | 10      | 18      | 20      | 24      | 23      | 28      | 22      | 29      | 31      | 30      | 28      | 21      | 23      | 27      | 25      |        |               |